# Strage di Cavriglia
La strage di Cavriglia è stata un eccidio di 192 uomini effettuato dai nazi fascisti tra il 4 e l'11 luglio 1944 in cinque località del comune di Cavriglia in provincia di Arezzo.

## La storia
Dopo l'8 settembre 1943, le truppe naziste assieme a truppe fasciste crearono reparti speciali per rallentare l'avanzata delle truppe alleate e contrastare le attività di sabotaggio dei partigiani.
Nel Valdarno erano state costituite due unità di partigiani: l'unità Castellani e l'unità Chiatti della Brigata Sinigallia molto attive nelle azioni di sabotaggio. Il 29 giugno 1944 i nazisti ottennero, da un operaio della miniera di lignite sotto tortura, indicazioni sulla localizzazione delle brigate partigiane e quindi organizzano l'attacco.
Il 4 luglio 1944 reparti tedeschi della Divisione Hermann Göring,  comandati dai generali Foster e Heidrich e dai colonnelli Bornscheuer e Kluge, affiancate dagli uomini della Alarmkompanie Vesuv di Wolf, specializzata nella caccia alle bande partigiane e da militi fascisti,  per un totale fra i 500 e gli 800 uomini, uccisero, dettero fuoco ai cadaveri e razziarono le case dopo aver fatto allontanare donne e bambini nelle seguenti località:
- a Castelnuovo dei Sabbion 73 ostaggi, compreso il parroco Don Ferrante Bagiardi che si era offerto in cambio della liberazione degli altri ostaggi. Tutti i prigionieri furono portati davanti alla chiesa e fucilati; fu poi dato fuoco ai morti ricoprendoli con mobili presi dalle case e cosparsi di benzina per rendere difficile riconoscerli[2].
- A Meleto Valdarno nello stesso giorno furono trucidati 93 cittadini tra cui il parroco Don Giovanni Fondelli.[3]
- A Le Matole di Castelnuovo dei Sabbioni, l’11 luglio, un reparto misto di tedeschi e repubblichini rastrellò 13 uomini in località e li fucilò.
- A San Martino in Pianfranzese furono catturati 4 uomini e massacrati con le baionette in una aia[4][5]

## Ricostruzione storica
Per molto tempo fu supposto che tali azioni fossero una rappresaglia tedesca in risposta alle azioni partigiane, ma una ricerca compiuta nel 2007 da Filippo Boni sui materiale prodotti dalla Special Investigation Branch inglese tra il 1944 ed il 1945 nei luoghi scenari delle stragi, secretati fino agli anni novanta negli archivi di Kew (Londra) e nell'Armadio della vergogna a Roma, con la testimonianza Emilio Polverini (figlio di una vittima), ha consentito di recuperare nomi, cognomi e fotografie dei soldati che quei giorni si resero protagonisti dei massacri. Con Il libro "Colpire la comunità", derivato dalla ricerca, l'autore è riuscito a portare alla luce la reale strategia del terrore nazista, politica di guerra che era sempre stata un caposaldo della Wehrmacht prima e durante la seconda guerra mondiale.